# Velká opereta
Velká opereta bylo divadlo s operetním repertoárem, které působilo v pražské Dlouhé ulici (v sále dnešního Divadla v Dlouhé) v letech 1929–1944, v pozdějších letech existence též v pronajatém karlínském Varieté.

## Historie

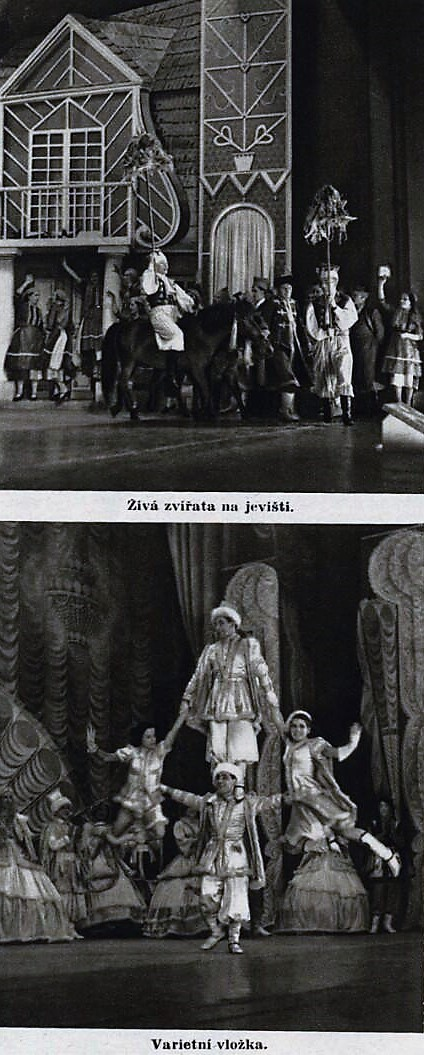
Velká opereta, Polská krev ve Varieté 1937

Ve dvacátých letech 20. století bylo v Praze několik divadel, které provozovaly operety. Jednalo se o Vinohradskou zpěvohru, smíchovskou Arénu a holešovickou Uranii. Divadelní podnikatel a herec Bedřich Jeřábek (1883–1933) , který Uranii opustil, inicioval v nově stavěném domu na nároží pražských ulic Dlouhá a Revoluční změnu kinosálu na sál divadelní. Jeřábkovým záměrem bylo přesunout operetní scénu blíž centru a vytvořit kvalitnější podmínky pro divadelní soubor i diváky.
Dům (Dlouhá č.p. 728) byl postaven v letech 1927–1928 podle projektu architekta Emila Sušického a spolupracujících architektů Paula Sydowa a Miroslava Maxy.
Prvním ředitelem Velké operety se stal Bedřich Jeřábek. Slavnostní zahájení provozu se konalo 4. prosince 1929 za přítomnosti ministrů Ladislava Nováka a Antona Štefánka, primátora hlavního města Karla Baxy, vyslanců a dalších osobností. Na programu byla americká opereta Sigmunda Romberga Píseň pouště Divadlo, které se orientovalo na bohatší klientelu, se dostávalo do finančních obtíží. Ty řešil ředitel Jeřábek tím, že v roce 1932 zlevnil vstupné a v sezóně 1931/1932 přibral mezi své aktivity i Jihočeské divadlo a Divadlo Rokoko.
Bedřich Jeřábek zemřel padesátiletý roku 1933 a od jeho vdovy převzal v roce 1934 divadlo stavebník domu v Dlouhé, obchodník O. Sušický s dalšími finančníky; ti jmenovali ředitelem Hugo Krause. Za jeho vedení umožnila dobrá finanční situace, aby si Velká opereta pronajímala Varieté v Karlíně a uváděla mnohem výpravnější představení, např. i se živými zvířaty.
Poté, co byla 1. 9. 1944 uzavřena divadla na území Velkoněmecké říše a Protektorátu, skončila i činnost Velké operety. Po válce již nebyla Velká opereta obnovena, v prostorách působila jiná divadla, zejména Divadlo Jiřího Wolkera a Divadlo v Dlouhé.

## Osobnosti Velké operety
Velká opereta usilovala o angažování předních divadelních osobností v oboru operety.

### Přední herci a zpěváci
Mezi výrazné osobnosti souboru Velké operety patřili zejména:
Jára Pospíšil (tenorista, 1905–1979), Slávka Tauberová (1903–1983), Nelly Gaierová, Slávka Procházková (1912–1978), Ella Šárková (1906–1991), František Filipovský (1907–1993), Jindřich Plachta (1899–1951), Rudolf Princ (1902–1964), Hugo Kraus (1894–1961 mladokomik, od 1935 ředitel), Antonín Holzinger (1891–1954, starokomik). Mezi další sólisty patřili např. Anna Steimarová (1889–1962), Karel Faltys (1878–1944), Rudolf Lampa (1905–1989).
Kromě kmenových členů souboru zvala Velká opereta k hostování významné umělce; např. v roce 1938 zde hostoval slovenský tenorista Štefan Hoza.

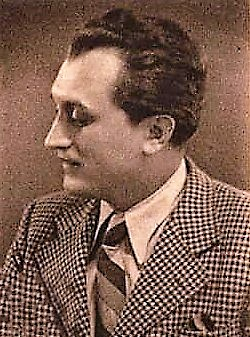
Jára Pospíšil, 1940
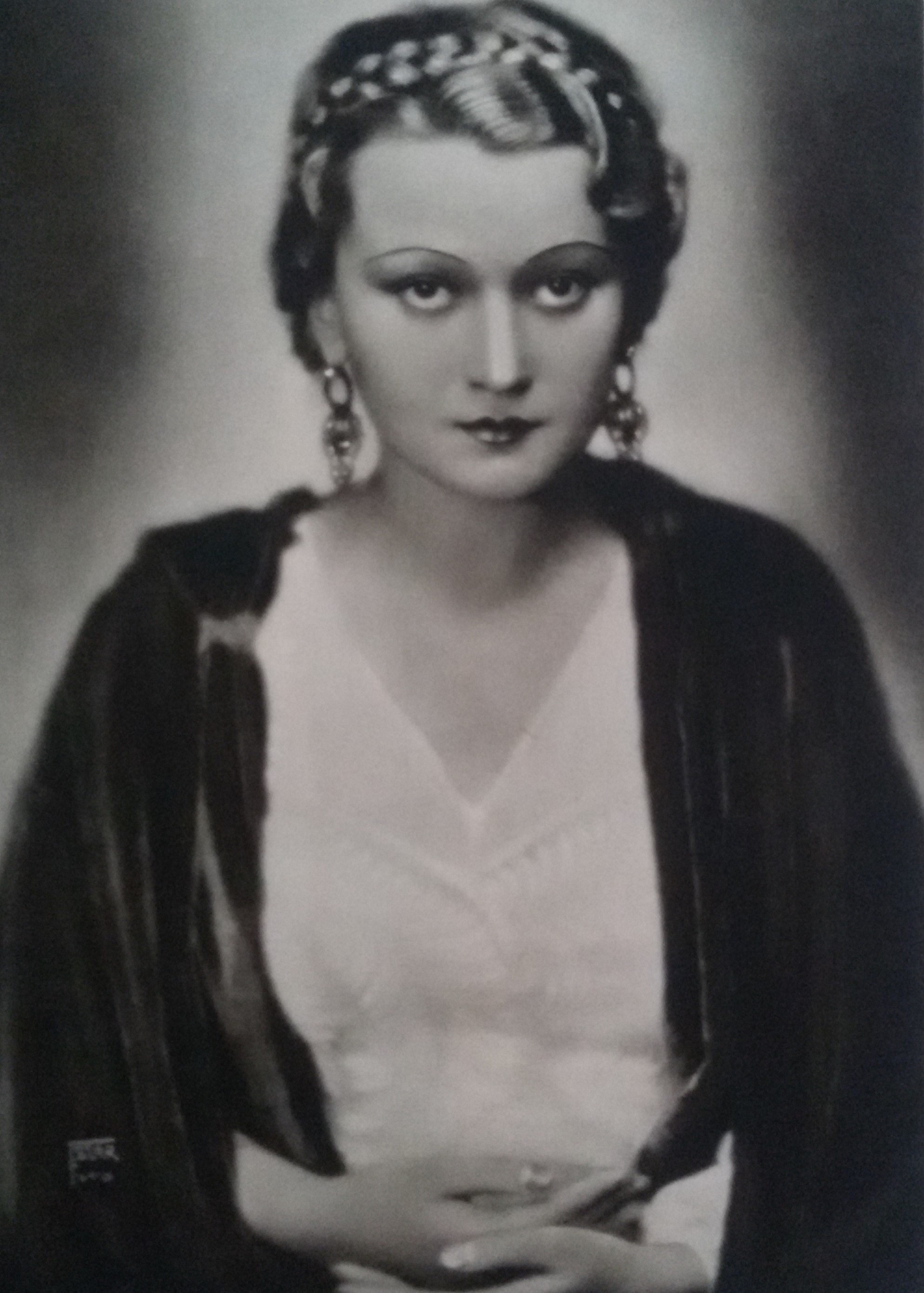
Jarmila Kšírová v roli Giuditty, 1935
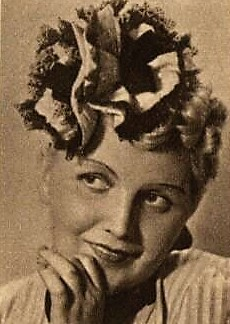
Slávka Procházková, 1940
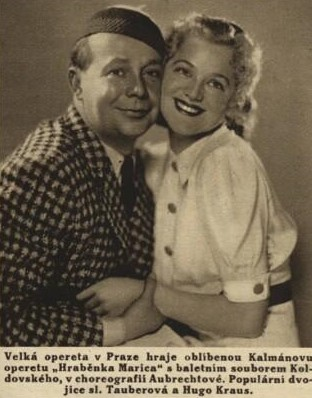
Slávka Tauberová a Hugo Kraus, 1937
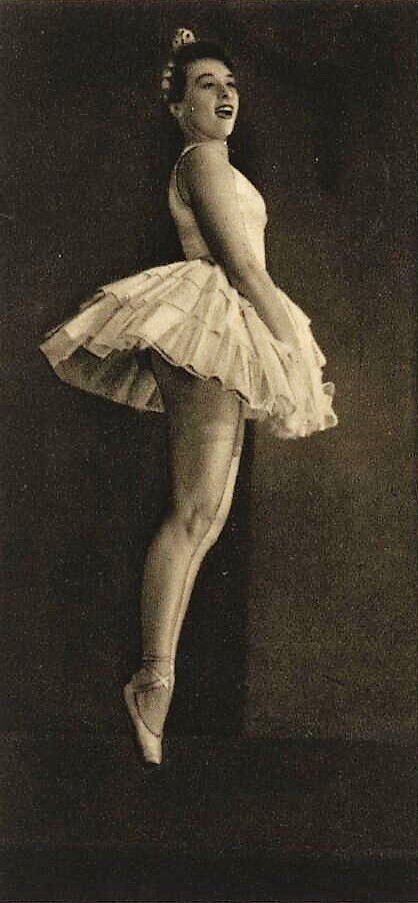
Mirka Nováková, sólistka baletu, 1940
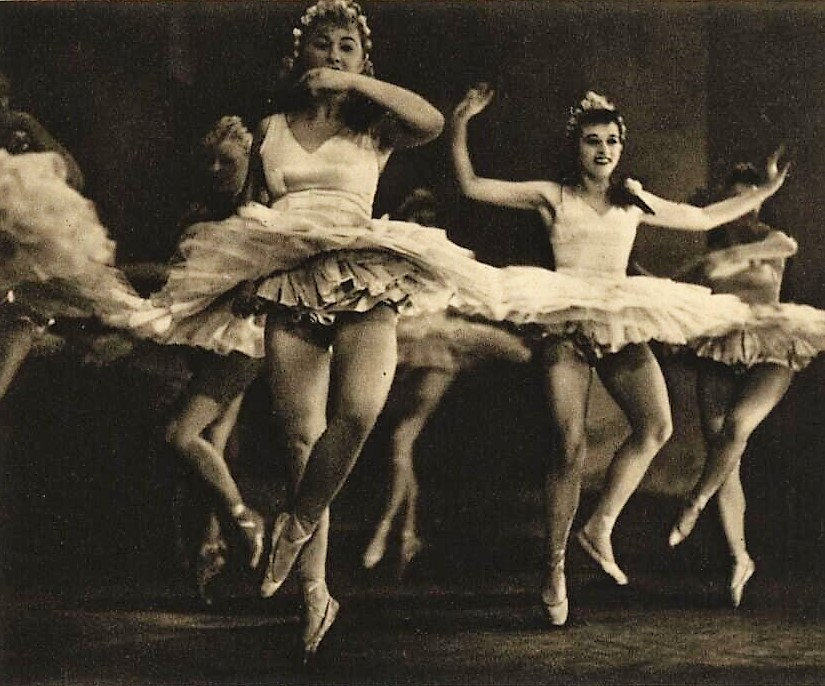
Balet Velké operety, 1940
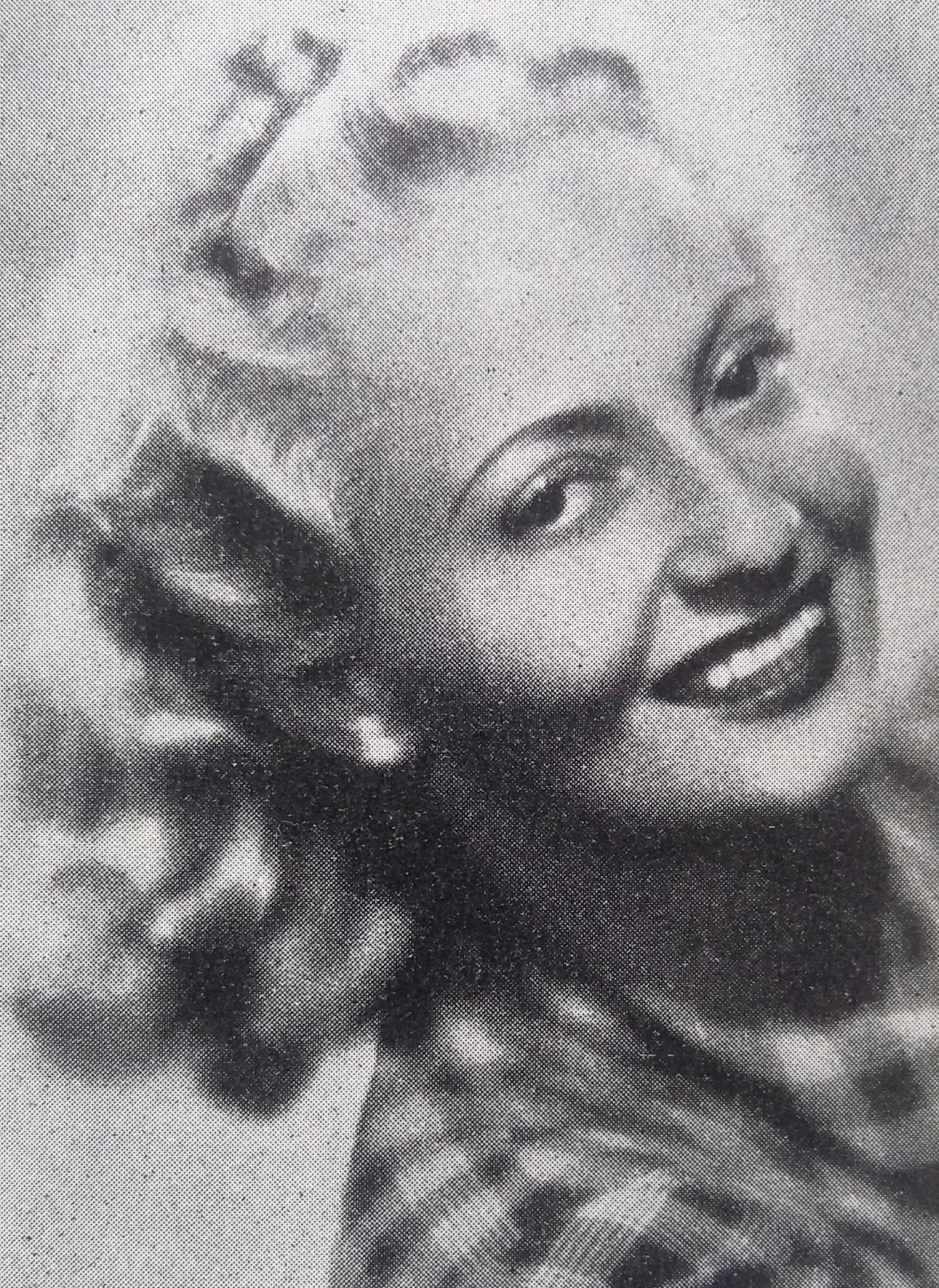
Ella Šárková, před 1941
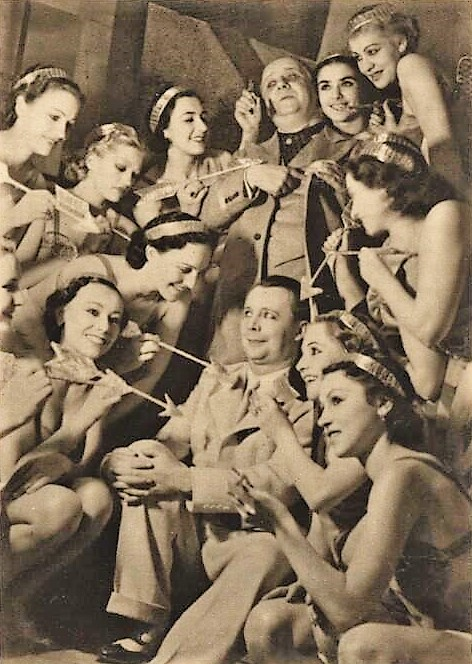
Hugo Kraus (dole) a Antonín Holzinger s komparsem operety Bílá vrána (1937)
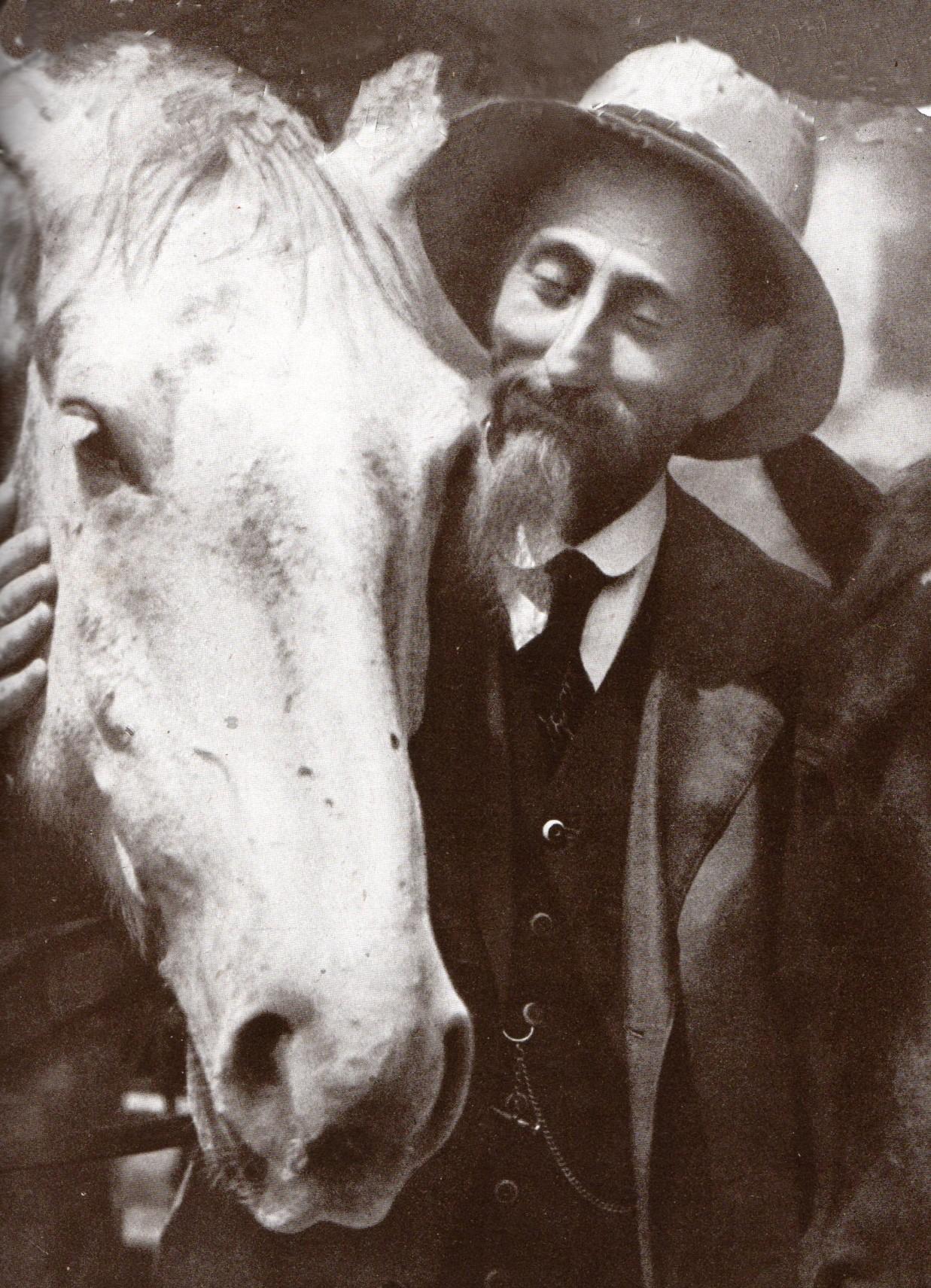
Jindřich Plachta, 1941

### Další osobnosti
Zakladatelem a prvním ředitelem Velké operety byl Bedřich Jeřábek (1883–1933), po jeho smrti Hugo Kraus (1894–1961).
Orchestr řídil do roku 1934 Jaromír Žid (1892–1981), v letech 1932–1945 ředitel České filharmonie, po něm René Kubínský (1908–1973). Režiséry byli Vladimír Marek (1882–1939), Bolek Prchal (1898–1949), Jiří Koldovský, Karel Smažík (1906–1972).

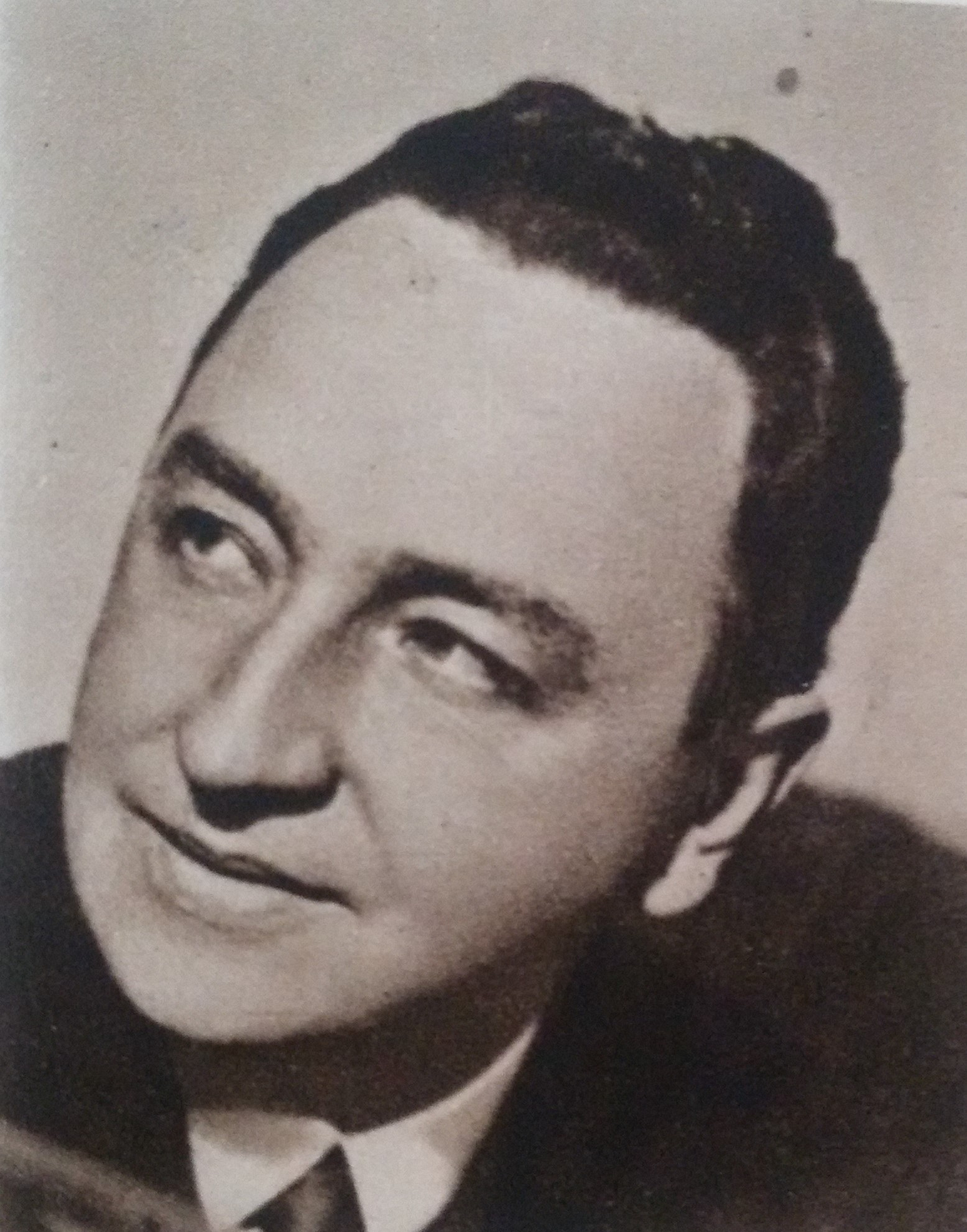
Dirigent Jaromír Žid (pozdější ředitel České filharmonie), 1932
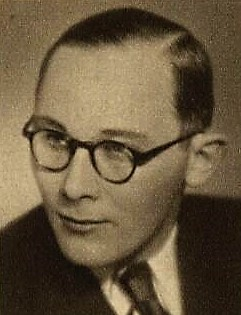
Dirigent René Kubínský, 1940

## Repertoár Velké operety
K zahájení páté sezóny Velké operety vyšla v Národní politice čtyřstránková komerční příloha, která charakterizovala koncepci repertoáru jako s větším reprízováním menšího množství premiér. Za první čtyři roky existence uvedlo divadlo 22 premiér, v sezóně 1932–1933 pouze čtyři. Mezi uváděnými tituly byly známé operety jako Frimlova Rose Marie, Straussův Netopýr, Benatzkyho Tři mušketýři a U Bílého koníčka i operety méně známé. Jako první premiéru nové sezóny inzerovalo divadlo Jarní bouři Jaromíra Weinbergera.
Během patnácti let uvedla Velká opereta celkem 63 premiér.
Velká opereta uvedla ve světové premiéře tyto operety:
- Rudolf Piskáček: Bruck contra Spitz – 2. července 1931
- Antonín Kincl: Carevnin pobočník – 27. listopadu 1931
- Jára Beneš (instr. Antonín Kincl): Pařížanka – 3. února 1933
- Rudolf Kubín: Cirkus života – 15. května 1933
- Quido Nossberger: Májové koťátko – 1. června 1933
- Jára Beneš (instr. Antonín Kincl): Z pekla štěstí – 24. srpna 1934
- Jára Beneš: Uličnice – 31. ledna 1936
- Josef Kumok (instr. Miloš Smatek): Bílá vrána – 22. ledna 1937
- Jára Beneš: Panna Pusy – 18. června 1937
- Karel Balling (instr. Karel Pečke): Hrom do tety – 26. listopadu 1937
- Roman Blahník: Gentleman Johny – 4. října 1938
- Jiří Libor: Zlatá žába – 29. září 1939
- Jára Beneš: Píseň domova – 6. prosince 1939
- Roman Blahník: Šťastná náhoda – 19. dubna 1940
- Josef Houštecký: Claudie – 2. října 1942

V české premiéře uvedla tyto operety:
- Sigmund Romberg: Píseň pouště (The Desert Song) – 4. prosince 1929
- Ralph Benatzky: Tři mušketýři (Die drei Musketiere) – 25. března 1930
- Ralph Benatzky: Letadlem za láskou (Die Insel der Seligen) – 1. července 1930
- Emmerich Kálmán: Fialka z Montmartru (Das Veilchen von Montmartre) – 14. srpna 1930
- Robert Stolz: Pepina (Peppina) – 4. března 1931
- Robert Katscher: Expresní vlak Praha-Nizza (Der Traumexpress) – 16. října 1931
- Ralph Benatzky: Zítra nám bude hej (Morgen geht's uns gut) – 21. dubna 1932
- Károly Komjáti: Půlnoční tango (Ejféli tangó) – 9. prosince 1932
- Jaromír Weinberger: Jarní bouře (Frühlingsstürme) – 15. září 1933
- Bernard Grün, George Posford: Balalajka (Balalaika) – 4. března 1938

## Zajímavost
V době vzniku Velké operety byl příchod do divadla ve společenském obleku samozřejmostí. Na to myslel ředitel Jeřábek, když řekl:
„...Aby příchozím z venkova, kteří nemají již čas se jíti převléknouti, aby umožněna návštěva divadla, kdyby event. nechtěli se stavěti na odiv obecenstvu, jsou reservovány lože rozlehlé, do nichž není možno s hlediště nahlédnouti, ale z nichž je nádherný výhled na celé divadlo. Jsou to t. zv. lože cizinecké.“
(Viz též vyobrazení hlediště, „lože cizinecké“ jsou zcela vzadu.)